# 守安家

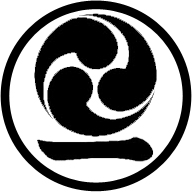
守安家家紋

守安家（もりやすけ）は岡山県総社市西郡を中心とする姓。
南北朝時代より、代々西郡村（現岡山県総社市西郡）の名主（庄屋）職にあった。
家紋は「丸に左三つ巴に一」を使用。